# Вільмош Сабаді
Вільмош Сабаді (угор. Szabadi Vilmos; нар. 10 березня 1959, Будапешт) — угорський скрипаль.
Закінчив Музичну академію імені Ференца Ліста в Будапешті (1983), учень Ференца Галаса. В подальшому займався також під керівництвом Шандора Вега і Руджеро Річчі. У 1982 і 1983 роках виграв кілька національних конкурсів, в 1985 році став володарем третьої премії на Міжнародному конкурсі скрипалів імені Яна Сібеліуса в Гельсінкі.
Початок міжнародної кар'єри Сабаді був пов'язаний з диригентом Георгом Шолто, який запросив його в 1988 році для участі у фестивалі музики Бели Бартока в Лондоні. Успішне виконання Концерту № 2 для скрипки з оркестром призвело до низки подальших британських виступів Сабаді, включаючи участь в урочистому концерті до 80-річчя Шолто, який відбувся 1992 року в Букінгемському палаці під патронатом принца Чарльза.
Сабаді записав понад 45 дисків, серед яких найбільшу увагу привернули твори угорських композиторів, — зокрема, їм записані всі скрипкові концерти Єне Хубаї, всі твори для скрипки і фортепіано Лео Вейнера, концерти Ернста фон Донаньї, а також цілий ряд творів Бартока.